# Odieux Boby
Boris Allin, dit Odieux Boby, est un photographe et photojournaliste français. Il est principalement reconnu pour ses reportages sur les mouvements sociaux en France, ses portraits de personnalités et sa participation en tant que photographe officiel aux Jeux Olympiques et Paralympiques de Paris 2024. 

## Biographie
Originaire de Toulouse, Boris Allin commence sa carrière dans le journalisme musical. Il écrit pour des plateformes comme Concert & Co. Lors de l’élection présidentielle de 2012, il décide de privilégier la photographie, qu’il considère comme un moyen plus direct de raconter des histoires. Son portrait du rappeur Médine, publié dans Libération, marque le début de sa collaboration régulière avec ce média.
Basé à Paris, il élargit rapidement son champ d'activité, photographiant des manifestations, des défilés de mode, des tournées d'artistes et des portraits de célébrités. Son travail gagne en visibilité grâce à son compte Instagram, vitrine de son activité.

## Carrière de photographe
Boris Allin se spécialise dans des univers variés : le photojournalisme, la mode, la musique et le luxe. Depuis 2014, il couvre de nombreuses manifestations, notamment la COP21, les mobilisations des Gilets jaunes et les mouvements contre la réforme des retraites,. Il privilégie une approche discrète et refuse de capturer les visages des manifestants pour protéger leur anonymat.
Il réalise aussi des portraits pour des magazines comme Les Inrockuptibles et Grazia, ainsi que des campagnes pour des marques telles que Chanel. Il suit également des artistes en tournée, notamment Bigflo et Oli, et contribue à la création de pochettes d’albums.
Lors des Jeux Olympiques et Paralympiques de Paris 2024, il adopte un style singulier, capturant des instants précis, autant auprès du public que des sportifs. Ses clichés des Jeux Olympiques de Paris 2024 lui valent une reconnaissance accrue des médias et du grand public, doublant son nombre d’abonnés sur Instagram.

## Style artistique
Le travail de Boris Allin se caractérise par l’utilisation de focales fixes de 35 mm ou 50 mm, un souci de l’esthétique et une recherche de l’authenticité. Il exploite des effets visuels tels que des flous ou des jeux de lumière pour enrichir ses compositions. 
Il décrit son approche comme une combinaison de beauté, d’irrévérence et d’information et essaie de mêler l'importance du message à une dimension visuelle artistique.